# 中本町
中本町（なかもとちょう）は、大阪府東成郡にあった町。現在の大阪市東成区と城東区のそれぞれ一部にあたる。
なお、前身となる中本村の当初の範囲は、現在の大阪市中央区と天王寺区のそれぞれ一部を含んでいた。

## 地理
- 平野川、猫間川

## 歴史
前身となる中本村の名は、中浜村と中道村の「中」の字と本庄村の「本」の字から名付けられた。

### 沿革
- 1869年（明治2年） - 玉造口定番下屋敷地を東成郡森村に編入。
- 1872年（明治5年） - 清水谷屋敷地、御蔵方小揚屋敷地を東成郡中道村に編入。
- 1873年（明治6年） - 玉造口定番組屋敷地、大阪東大組の玉造森町を東成郡森村に編入。
- 1874年（明治7年） - 東成郡中道村字清水谷（もと清水谷屋敷地）が西成郡吉右衛門肝煎地に編入される。
- 1879年（明治12年） - 東成郡森村のうち、玉造口定番下屋敷地が東区に編入され、同区杉山町となる。
- 1889年（明治22年）4月1日 - 町村制施行により、東成郡古屋敷地、森村、中浜村、本庄村、中道村、西今里村が合併して中本村が発足。大字本庄に村役場を設置。
- 1895年（明治28年）5月28日 - 大字中道に玉造駅が開業。
- 1897年（明治30年）4月1日 - 大阪市第一次市域拡張により、大字古屋敷地の全域と森、中道のそれぞれ猫間川以西が大阪市に編入され、東区中本大字古屋敷、森、中道となる。
- 1900年（明治33年） - 東区中本大字古屋敷、森、中道が古屋敷町、森之宮東之町、森之宮西之町、中道川西町、中道黒門町、中道唐居町に改称。
- 1912年（明治45年） - 東区古屋敷町が宮林町に改称。
- 1912年（大正元年）10月1日 - 町制を施行して、東成郡中本町となる。
- 1925年（大正14年）4月1日 - 大阪市第二次市域拡張により、東成郡中本町の全域が大阪市に編入され、東成区森町、中浜町、中本町、中道町、西今里町となる。
- 1931年（昭和6年） - 東成区森町南、北中浜町、白山町、南中浜町、北中本町、南中本町、北中道町、中道元町、中道本通、南中道町の新町名が起立。
- 1935年（昭和10年） - 東区中道川西町、中道黒門町、中道唐居町が川西町、黒門町、唐居町に改称。
- 1943年（昭和18年）4月1日 - 分区および区の境界変更により、当初の村域が東成区、城東区、東区、天王寺区にまたがる。

## 交通

### 鉄道路線
現在は旧町域にOsaka Metro中央線の緑橋駅が所在するが、当時は未開業。

### 道路
現在は旧町域を阪神高速13号東大阪線が通過するが、当時は未開通。